# 학☆왕 ~THE ROYAL SEVEN STARS~
학☆왕 ~THE ROYAL SEVEN STARS~는 2011년 Lump of Sugar에서 발매/제작 되는 어덜트 게임이다. 원화는 케로Q의 코리데 리코가 맡는다.

## 줄거리
'학원 생활을 즐기고 싶다!'라는 이유만으로 히로토라는 소년은 코노에가라학원에 온다. 그 곳은 그가 몸담던 쥬네시스로부터 미움을 받아 폐교될 위기에 처했다. 그는 7명의 재학생들을 모아 쥬네시스를 침략할 계획을 세운다. 왜냐하면 그는 그의 행성으로부터 쥬네시스를 침공하라는 밀명을 받았기 때문이다...

## 등장인물
- 코노에 아카리
- 텐노지 아쿠아리우스 우즈키
- 안네마리 로엔슈타인
- 마유즈미 히나유
- 히로토 : 주인공.

## 제작진
- 원화 : 코리에 리코
- 시나리오 : 시게타
- 주제가 : ave;new

## 같이 보기
- Lump of Sugar